# Taenaris rileyi
Taenaris rileyi är en fjärilsart som beskrevs av Gustaaf Hulstaert 1925. Taenaris rileyi ingår i släktet Taenaris och familjen praktfjärilar. Inga underarter finns listade i Catalogue of Life.